# Monument Nederland Neutraal 1914-1918
Monument Nederland Neutraal 1914-1918 is sinds 1923 een oorlogsmonument ter herinnering aan de Eerste Wereldoorlog in Nederland. Het monument werd geplaatst in een toenmalig park nabij het station van Winterswijk in Nederland.

## Geschiedenis

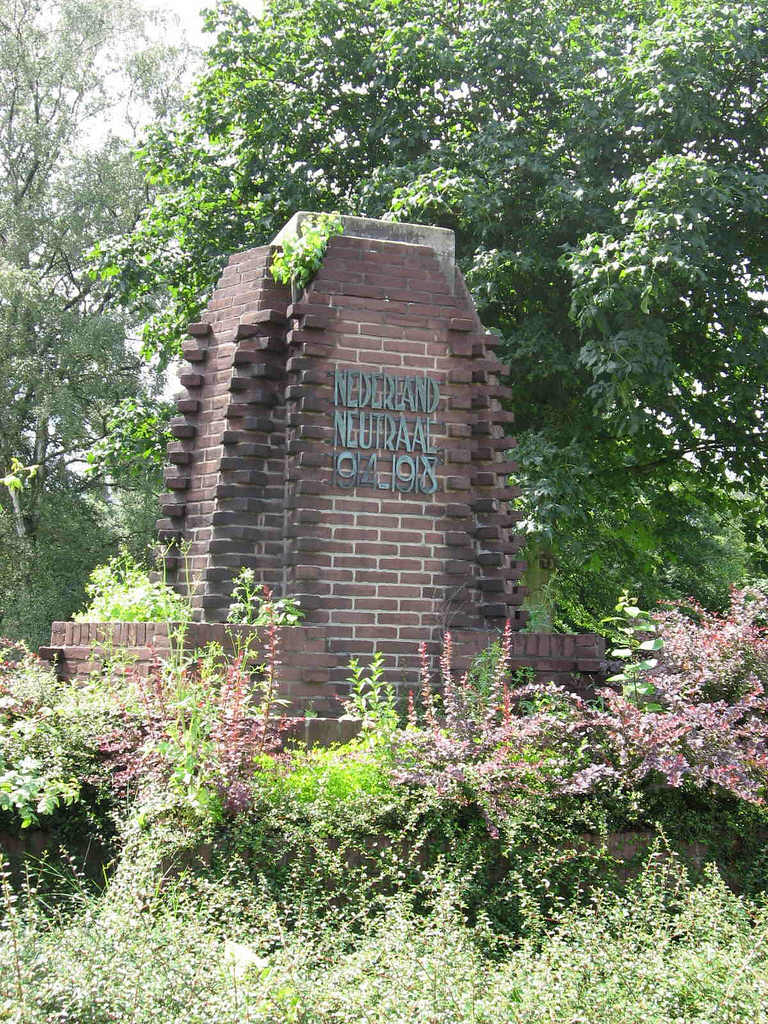
In vervallen toestand 2007, kort voor de renovatie.

Hoewel Nederland zich neutraal verklaarde, had de oorlog zeker zijn consequenties. In de zomer van 1914 was het treinverkeer met Duitsland enkele maanden stil komen te liggen. Vluchtelingen kwamen te voet de grens over, niet alleen vanuit Duitsland, maar ook vanuit België. Op 25 september 1914 werd de "Staat van Beleg en Oorlog" van kracht. Er werd al in 1914 een "Comité tot Huisvesting van Belgische Kinderen" opgericht. In oktober 1914 werden de eerste vluchtelingen gehuisvest, waarvoor geld ingezameld werd door de bevolking. Soms vonden dramatische taferelen plaats, zoals op 1 april 1915 toen een vluchteling op 100 meter van de grens werd doodgeschoten. Op 1 dag werden niet minder dan 70 vluchtelingen aangehouden, veelal ontsnapte krijgsgevangenen zoals Fransen, Russen, Belgen en een van spionage verdachte Engelsman. Een enkeling lukte het de grens de passeren, zoals in maart 1916 een Franse luitenant. Ook op 14 oktober 1917 slaagde een poging, toen vijf Fransen, vijf Engelsen, zeven Russische krijgsgevangenen, drie Poolse burgergevangenen, en twee Duitse deserteurs succesvol de grens passeerden.
Eind 1918 vluchtten steeds meer Duitse deserteurs de grens over, soms zelfs in gezelschap van hun verloofden. Deze werden in het kader van een nieuwe verordening overgebracht naar Didam. Toen de vrede werd gesloten, ontstond de gedachte een monument op te richten. Omdat de bouwmaterialen duur waren op dat moment werd besloten te wachten. Eind 1922 werd een prijsvraag uitgeschreven voor een ontwerp. Deze werd gewonnen door de heer H.L. van Heek, bouwkundige uit Hoogeveen. Het park werd daarvoor afgestemd op het monument.
Het monument werd in 1923 door Winterswijks Belang aangeboden aan de gemeente. Het is een ontwerp van A. Streek, opgebouwd uit bakstenen afkomstig uit de lokale steenfabriek. De fontein werd  op 27 mei 1926 op de Winterswijkse waterleiding aangesloten.
Toen in 2008 plannen werden gemaakt voor de aanleg van een voetgangers/fietstunnel onder het spoor, de bouw van een nieuw gemeentehuis en een herinrichting van de stationsomgeving, dreigde het monument in de knel te komen. Het monument en plantsoen bevonden zich toen in een vervallen toestand. Er volgde dat jaar een bekendmaking dat het monument gerenoveerd zou worden. De gemeente wilde zelfs de fontein weer laten spuiten. De renovatie vond plaats in 2009. De herinrichting van de omgeving heeft als gevolg gehad dat, door het verleggen van de Stationsstraat en het verkrijgen van de benodigde ruimte voor de tunnel, een deel van het plantsoen is verdwenen. Het monument ligt daardoor tussen tunnel en de Stationsstraat ingeklemd op een terrasje.  Wethouder Rik Gommers stelde de fontein woensdag 8 mei 2013 weer in bedrijf. In 2014 werd het monument door inzet van de plaatselijke commissie cultuurhistorie op de lijst van gemeentelijke monumenten geplaatst.